# Schenking
Een schenking, gift of donatie is een eenzijdige overeenkomst en een meerzijdige onverplichte rechtshandeling waarbij de schenker roerend of onroerend goed overdraagt aan de begiftigde zonder tegenprestatie, uit genegenheid of uit erkentelijkheid.
Bij een grote schenking is de begunstigde vaak een toekomstige erfgenaam. Zo'n schenking vormt dan een alternatief voor nalaten, waarbij de nalatenschap vermindert. Dit wordt soms gedaan om fiscale redenen. Schenkingen worden in principe onderworpen aan een schenkingsbelasting; om die reden worden vaak meerdere opeenvolgende schenkingen gedaan in verschillende jaren om binnen de vrijgestelde waarden te vallen. Een uitgebreide belastingplanning ligt hier vaak aan ten grondslag.

## Vormen van schenking
Schenkingen kunnen op verschillende manieren geschieden. In veel gevallen ligt hier belastingplanning aan ten grondslag.
- Een schenking in geld;
- Een cadeau in natura, bijvoorbeeld een sieraad, antieke kast, computerspel, fiets of auto;
- Een verkoop op onzakelijke voorwaarden, bijvoorbeeld een huis voor een lagere of nou juist hogere prijs dan de marktwaarde verkopen om vermogensverschuiving teweeg te brengen;
- Een lening op onzakelijke voorwaarden, tegen bijvoorbeeld lagere of hogere rente of geheel renteloos, extreem lange looptijden etc.
- Een huur of lease op onzakelijke voorwaarden;
- Onzakelijke arbeidsvoorwaarden;
- Kwijtschelding van een schuld terwijl de schuldenaar geen financiële problemen heeft;
- Schulderkenning uit vrijgevigheid. Niet alleen verkrijgt de begiftigde een vermogensvoordeel, maar omdat de schenker het geld direct terugleent moet hij rente betalen.

## Nationaal recht
Zowel in Nederland als in België zijn schenkingen onderhevig aan het fiscaal regime van de schenkbelasting en het schenkingsrecht, dat verschilt naargelang de graad van verwantschap tussen schenker en begiftigde en het bedrag van de schenking.

### België
In België moet er bij schenking in beginsel steeds een notariële akte worden opgemaakt (art. 4.158 BW). Voor roerende goederen waarbij men kan spreken van "van hand tot hand" goederen of "handgiften" is er geen notariële akte of registratie bij de notaris vereist. Dit kan b.v. ook via een overschrijving, zonder mededeling. Indien de schenker binnen de drie jaar na de schenking sterft, dan wordt deze schenking een erfenis en moeten er successierechten betaald worden, tenzij bij de registratie onmiddellijk een schenkbelasting van 3% respectievelijk 7% wordt betaald (tarieven Vlaamse Gewest).
Een beperkt deel van de erfenis van ouders aan kinderen kan belastingvrij aan de kleinkinderen worden doorgeschonken (de zgn. generatiesprong).

### Nederland

#### Fiscale behandeling
De hoofdregel van schenkingen is dat deze bij de schenker niet aftrekbaar maar bij de begiftigde belast zijn. Onder bepaalde gevallen kan een schenking fiscaal gefaciliteerd worden; dan is deze (deels) bij de schenker aftrekbaar en aan lagere tarieven of vrijstellingen ontvangen bij de begiftigde.

##### Schenker
Belastingtechnisch wordt een schenking in principe gezien als inkomensbesteding bij de schenker en is derhalve niet aftrekbaar. Onder bepaalde voorwaarden kan de schenker in de meeste landen de gift alsnog binnen bepaalde grenzen aftrekken; vaak geldt het hier giften met een religieus of charitatief karakter. Ook een aan de deur aan een collectant geschonken bijdrage kan hiervoor in aanmerking komen, mits de schenker het achteraf kan bewijzen (bijvoorbeeld via bonnetjes). De schenking moet een daadwerkelijke schenking uit vrijgevigheid zijn; als er voorwaarden aan verbonden zijn (bijvoorbeeld een schenking aan de kerk op voorwaarde dat er missen voor de zielenheil van de schenker gehouden worden) dan wordt het niet als schenking gezien en is er geen aftrekbaarheid.

##### Begiftigde
Bij de begiftigde wordt een schenking in principe belast met schenkingsbelasting. Vaak worden hier verzachtingen in aangebracht middels lagere tarieven of hogere vrijstellingen, in de volgende gevallen:
- De begiftigde is een familielid van de schenker;
- De begiftigde is de partner van de schenker (tenzij het huwelijksgoederengemeenschap betreft, dan kunnen partners niet aan elkaar schenken);
- De begiftigde is religieuze of charitatieve instelling, in Nederland bijvoorbeeld een algemeen nut beogende instelling.
- Ook hier geldt te allen tijde dat de schenking voorwaardenvrij moet zijn.

## Fiscaal misbruik

### België
Op 15 december 2020 werd het registreren van een schenking via een Nederlandse notaris (de z.g. kaasroute) afgeschaft. Deze sluiproute liet toe om geen registratierechten te betalen.